# John Digweed
John Digweed (Hastings, 1º gennaio 1967) è un disc jockey e produttore discografico britannico.
Nel 2001 è stato votato come DJ numero 1 del mondo da DJ Magazine.

## Discografia
- 1994: Journeys by DJ Volume 4: Silky Mix
- 1994: Renaissance: The Mix Collection (con Sasha)
- 1995: Renaissance: The Mix Collection Part 2
- 1996: Northern Exposure (con Sasha)
- 1997: Northern Exposure 2 (con Sasha)
- 1997: The Winning Ticket
- 1998: Global Underground 006: Sydney
- 1999: Bedrock
- 1999: Northern Exposure: Expeditions (con Sasha)
- 1999: Global Underground 014: Hong Kong
- 2000: Communicate (con Sasha)
- 2001: Global Underground 019: Los Angeles
- 2002: MMII
- 2003: Stark Raving Mad
- 2004: Layered Sounds
- 2005: fabric 20
- 2005: Choice – A Collection of Classics
- 2005: Layered Sounds 2
- 2006: Transitions
- 2007: Transitions Vol. 2
- 2007: Transitions Vol. 3
- 2008: Transitions Vol. 4
- 2008: Bedrock 10: Past Present Future
- 2009: Bedrock Eleven
- 2010: Structures
- 2010: Bedrock Twelve
- 2011: Structures Two
- 2012: Live in Cordoba
- 2012: Bedrock 14
- 2012: Live in London
- 2013: Live in Slovenia
- 2013: Versus (con Nick Muir)
- 2013: Live in Argentina
- 2014: Live in Miami
- 2014: Live in Toronto
- 2015: Live in South Beach